# Glacera d'Arolla
La glacera d'Arolla es troba a Suïssa en el cantó del Valais. Situada al fons de la vall d'Arolla, a prop de la frontera amb Itàlia, el nom de « glacera d'Arolla » reagrupa de fet dues glaceres diferents: la « glacera del Mont Collon » anomenada també « Baixa glacera d'Arolla » i l' « Alta glacera d'Arolla ».

## Geografia

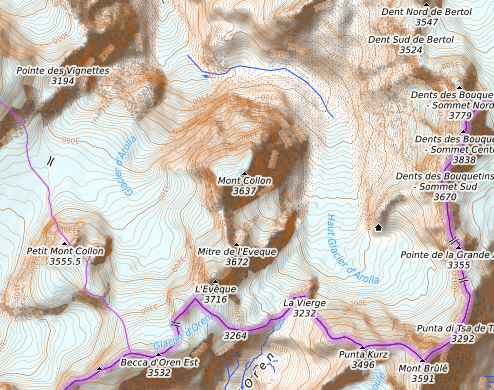
mapa topogràfic de la glacera

### Característiques físiques
La glacera de Mont Collon té gairebé 5 quilòmetres de longitud i un quilòmetre d'amplada aproximadament a la seva part superior. Cobreix una superfície de 7 km². Comença a les puntes d'Oren (3.525 m) i flueix cap al nord per un passadís delimitat pel Petit Mont Collon (3.556 m) i l'Évêque (3.716 m) a l'oest, i Mont Collon a l'est. Està connectat a l'oest amb la glacera d'Otemma pel pas de Chermotane (3.050 m), un ampli pas cobert de gel. Al flanc oest de Mont Collon, la glacera experimenta una caiguda de 600 metres amb un pendent del 60 %.
La part que segueix aquesta baixada forta s'anomena " Baixa glacera d'Arolla ". Continua aproximadament un quilòmetre al nord i la llengua glacial s'atura a 2.160 metres d'altitud (el 2007). De la glacera sorgeix la Borgne d'Arolla que s'uneix a la Borgne de Ferpècle i desemboca a la Val d'Hérens abans d'unir-se al Roine a la plana.
Al la vall situada a l'est del mont Collon es troba la « Alta glacera d'Arolla », d'una longitud de 4 quilòmetres i d'una amplada d'1 quilòmetre. La seva superfície és de 5 km². Té com a origen les geleres enganxades al nord del mont Brulé (o mont Braoulé, 3.585 m) a continuació baixa amb un pendent del 12 al 15 % cap al nord-oest i després cap al nord. La llengua glacial desemboca a una altitud de 2.550 m (l'any 2007).

### Evolució
En la Petita Edat de Gel, les dues glaceres estaven reunides en un únic sistema. Finalment al segle XX es van separar. La baixa glacera d'Arolla arribava llavors aproximadament 2 quilòmetres més avall a la vall tocant gairebé el poble d'Arolla.

Evolució de la glacera en metres. En verd, les diferències de longitud acumulades. En vermell, les variacions de longitud anuals